# Milot
Milot là một xã trong quận Kurbin thuộc hạt Lezhë, Albania. Dân số năm 2005 là 11226 người.